# Giorgi Tkhilaishvili
Pas d'image ? Cliquez ici

a Compétitions nationales et continentales officielles uniquement.

b Matchs officiels uniquement.
Dernière mise à jour le 26 mai 2020.
Giorgi Tkhilaishvili (en géorgien : გიორგი თხილაიშვილი et phonétiquement en français : Guiorgui Tkhilaïchvili), né le 8 avril 1991 à Kobouleti, est un joueur de rugby à XV géorgien. Il joue en équipe de Géorgie et évolue au poste de troisième ligne aile au sein de l'effectif du RC Batoumi.

## Carrière en équipe nationale
Né le 8 avril 1991, sa naissance a lieu la veille de la sortie de la Géorgie de l'URSS.
Giorgi Tkhilaishvili a honoré sa première cape internationale en équipe de Géorgie le 9 juin 2012 contre l'équipe d'Ukraine.
Il a un total de 56 sélections en équipe de Géorgie depuis 2012 et a inscrit dix essai (50 points). Il est retenu pour disputer la Coupe du monde de rugby à XV 2015 ; il est titularisé à deux reprises (Tonga, Argentine) et inscrit un des deux essais de la victoire contre les Tonga.
En 2021, il intègre la franchise géorgienne du Black Lion qui évolue en Rugby Europe Super Cup, tout en continuant d'évoluer en Didi 10 avec Batoumi.